# A 9-es kórterem
A 9-es kórterem Makk Károly 1955-ben bemutatott fekete-fehér filmdrámája.

## Szereplők
- Molnár Tibor (Tóth Gáspár)
- Makláry Zoltán (Varga professzor)
- Darvas Iván (Sós doktor)
- Gábor Miklós (Málnási doktor)
- Krencsey Marianne (Margó)
- Ajtay Andor (Láng professzor)
- Sívó Mária (Emmike)
- Zolnay Zsuzsa (Eszter)
- Szemere Vera (Tóth Gáspárné Ilonka)
- Simon Zsuzsa (Wéber doktornő)
- Kunsági Mária (Jucika)
- Pécsi Blanka (Mária, hivatalos beteglátogató, Tóth Gáspár kolléganője)
- Peéry Piri (Barta Gáborné, személyzeti előadó)
- Soós Imre (Műtős)
- Tassy András (Portás)
- Zách János (Károlyi)
- Mádi Szabó Gábor (Balázsi Béla, Tóth Gáspár kollégája)
- Dömsödi János (Igazgató)
- Horkay János (Az igazgató sofőrje)
- Kibédi Ervin (A kutyaárus)
- A 9-es kórterem betegei: Bánhidy László (Bálint bácsi), Hlatky László, Rajczy Lajos, Tímár József, Rajz János (Kis-Szabó), Fehéregyházi Tibor (Józska)
- További szereplők: Kátai Vanda